# Stenopogon porcus
Stenopogon porcus là một loài ruồi trong họ Asilidae. Stenopogon porcus được Loew miêu tả năm 1871. Loài này phân bố ở vùng Cổ Bắc giới.